# Éric Filiol
 (février 2024).
Éric Filiol, né le 20 février 1962, est un expert français en cryptologie et virologie informatique. Il a été lieutenant-colonel de l'armée de terre française et a notamment servi comme cryptanalyste militaire de 1991 à 1997 au 44e régiment d'infanterie, le régiment support de la DGSE.

## Parcours
Retraité de l'armée, Éric Filiol était le responsable de 2001 à 2007 du laboratoire de virologie et de cryptologie de l'ESAT, puis le directeur du centre de recherche de l'ESIEA de 2008 à 2019[réf. à confirmer] (anciennement laboratoire de cryptologie et virologie opérationnelles). Éric Filiol a d'abord suivi une formation universitaire scientifique avant de s'engager comme officier sous contrat (OSC/E) dans l'armée de terre française. Après un début de parcours classique dans la voie Commandements, il opte en 1991 pour une voie technique dans le domaine de la cryptologie au sein de la DGSE[source secondaire souhaitée]. De 1997 à 2001, il est affecté à l'école spéciale militaire de Saint-Cyr Coëtquidan en qualité d'enseignant-chercheur militaire où il se spécialise notamment en virologie informatique[source secondaire souhaitée]. En 2004 et 2008, il obtient respectivement les qualifications Intelligence Warning Systems et Information Operations de l'école de l'OTAN à Oberammergau[source secondaire nécessaire]. Il est titulaire d'un diplôme d'ingénieur en cryptologie (DCSSI), d'un DEA en algorithme et théorie des codes (École polytechnique) et d'une thèse de doctorat en informatique et mathématiques appliquées soutenue à l'École polytechnique le 28 mars 2001[source secondaire souhaitée]. 
En 2017 Eric Filiol et Arnaud Bannier proposent un algorithme de chiffrement symétrique par blocs similaire à l’AES[Qui ?] nommé BEA-1, qui contient une porte dérobée de par sa conception, tout en résistant aux analyses cryptographiques linéaires et différentielles[source insuffisante][source secondaire souhaitée].

## Controverses
En 2002, Filiol publie une cryptanalyse des standards AES, DES et Lili-128, visant à démontrer des faiblesses dans ces algorithmes[source secondaire souhaitée]. L'analyse n'a pu être reproduite, et a donné des résultats opposés, augmentant la confiance dans la sûreté de ses standards.
En 2003, il publie une cryptanalyse du standard de chiffrement AES. Son analyse est réfutée par plusieurs chercheurs. Il n'a pas donné suite et le système AES reste un standard utilisé par l'ensemble de l'industrie de la sécurité informatique et les gouvernements.
En 2011, il annonce la mise au point d'une attaque remettant en cause l'intégrité du réseau Tor, sans toutefois expliciter la faille utilisée ni donner d'indication techniques, poussant le projet à expliquer dans un billet de blog que l'attaque était déjà connue et ne remettait en cause ni les principes ni l'implémentation de tor.
En septembre 2015, il annonce dans l'émission Infrarouge pouvoir couper le réseau électrique de la Californie en détruisant quelques pylônes. Aucune explication technique n'est donnée.
En 2014, le projet DAVFI/Uhuru est livré par l'équipe dirigée par Filiol à la société Nov'IT, chargée de la commercialisation d'Uhuru. Quelques mois plus tard, Éric Filiol qualifiera armadito de « pitoyable et consternant », annonçant OpenDAVFI, qui n'a jamais été publié. L'ensemble du projet, ayant coûté 5.5 millions d'euros, fut qualifie de gâchis par des experts en sécurité informatique.
En mars 2018, il publie un papier de recherche intitulé « OSINT Analysis of the TOR Foundation », qui fut promptement discrédité et qualifié de farce.

## Récompenses
Éric Filiol a reçu le Prix Roberval 2004, prix de la communication scientifique en langue française, pour son ouvrage Les virus informatiques : théorie, pratique et applications, Springer, Collection IRIS.